# 프라이데이 (소설)
《프라이데이》(영어: Friday)는 로버트 A. 하인라인의 1982년 장편 SF소설이다. 그의 후반기 작품 중 하나로, 인공지능 '프라이데이'의 이야기를 담았다. 대한민국에는 시공사에서 안정희 번역으로 출간되었다. 1982년 네뷸러상, 1983년 휴고상 후보에 지명되었다.
하인라인의 초기 작품 심연의 시퀄에 해당한다.